# 社会主义工人党 (阿尔及利亚)
社会主义工人党（羅馬化：hizb aleummal alaishtirakii，缩写为PST）是阿尔及利亚的一个托洛茨基主义政党。该党成立于1989年，由革命共产主义团体创建。该党出版刊物《步伐》。该党与第四国际保持联系。